# Globodiplostix recurvolineata
Globodiplostix recurvolineata är en skalbaggsart som beskrevs av Vienna och Yélamos 2006. Globodiplostix recurvolineata ingår i släktet Globodiplostix och familjen stumpbaggar. Inga underarter finns listade i Catalogue of Life.